# جزیره ساحلی (کارولینای جنوبی)
جزیره ساحلی (به انگلیسی: Beech Island) یک منطقهٔ مسکونی در ایالات متحده آمریکا است که در کارولینای جنوبی واقع شده‌است. جزیره ساحلی ۷٬۶۷۵ نفر جمعیت دارد.